# Эффект присоединения к большинству

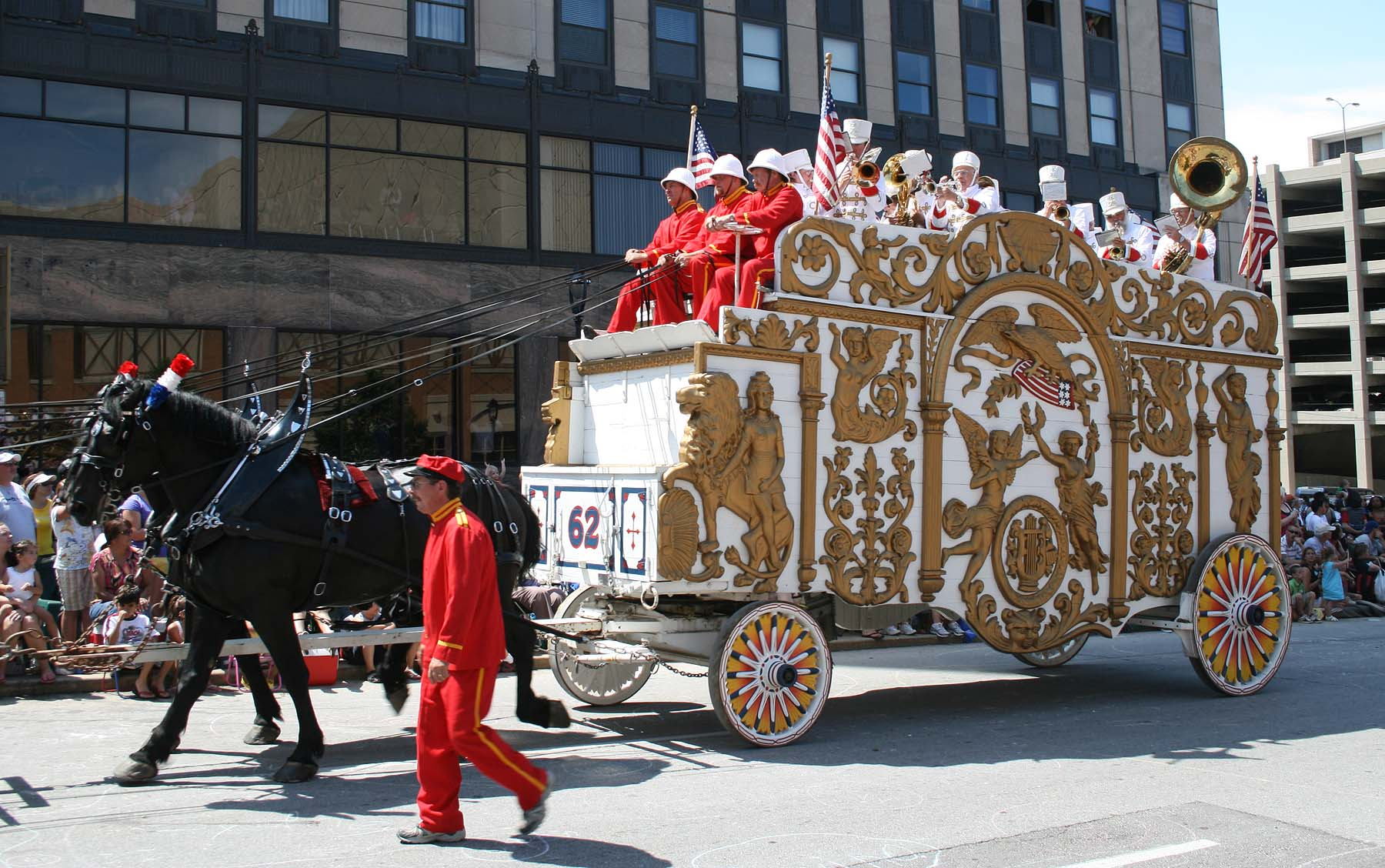
В США эффект известен как «эффект фургона с оркестром»

Эффект присоединения к большинству (эффект подражания) — форма группового мышления, проявляющаяся в том, что популярность определённых убеждений увеличивается по мере того, как их принимает всё больше людей. В экономике это означает увеличение потребительского спроса, связанное с тем, что потребитель, следуя общепринятым нормам, покупает тот же самый товар, который покупают другие. Решение, принимаемое субъектом, зависит таким образом от мнения и поведения других субъектов.
Тенденция следовать действиям или убеждениям других людей может объясняться тем, что люди предпочитают соглашаться с другими, или же тем, что люди получают информацию от других. Оба объяснения использовались в психологических экспериментах для доказательства конформизма. Например, эксперимент Аша объясняли социальным давлением, а эксперимент Шерифа — передачей информации.

## Общий смысл
В общем смысле эффект присоединения описывает людей, которые делают определённые вещи потому, что так делают другие люди, независимо от собственных убеждений, которые они могут игнорировать или менять. Воспринимаемая «популярность» объекта или человека может влиять на то, как на него смотрят в целом. Например, как только продукт становится популярным, всё больше людей стремятся попасть в тренд и тоже купить его.
Когда люди делают рациональный выбор на основе информации, которую они получают от других, может образоваться информационный каскад, при котором люди принимают решение игнорировать личные информационные сигналы и следовать за поведением других. Каскады объясняют, почему такие тренды недолговечны — люди понимают, что они основаны на очень ограниченной информации.

## В политике
Эффект присоединения к большинству возникает в голосовании: некоторые люди голосуют за тех кандидатов или партии, у которых больше шансов выиграть (или если о таких шансах у них утверждают средства массовой информации). Таким образом они надеются в итоге оказаться на «стороне победителя».
В США из-за разницы во временных зонах о результатах выборов в восточной части страны сообщают в то время, как на западе ещё продолжается голосование. На основании этого проводились исследования о том, как на поведение избирателей в западной части США влияют новости о воле избирателей в других часовых поясах. Так, в 1980 году NBC News на основании экзит-полов объявил Рональда Рейгана победителем президентской гонки за несколько часов до окончания голосования на западе.
Также утверждается, что эффект присоединения играет важную роль в американских президентских праймериз. Голосование растягивается на несколько месяцев, поскольку разные штаты голосуют в разное время, а не все в один день. Некоторые штаты (такие как Айова и Нью-Гемпшир) имеют особое преимущество голосовать раньше, тогда как другие должны ждать до определённой даты. Часто утверждается, что это даёт первым штатам чрезмерное влияние, поскольку победа в них даёт кандидату импульс и общую победу в итоге.
Несколько исследований проверяли теорию эффекта присоединения к большинству на принятии политических решений. В 1994 году Роберт Гойдел и Тодд Шилдс опубликовали в The Journal of Politics результаты исследования, в котором случайным образом разделили 180 студентов Университета Кентукки на девять групп и задали им вопросы об одних и тех же сценариях выборов. Около 70 % участников получили информацию об ожидаемых победителях. Изначально нейтральные участники, не поддерживавшие одну из партий, в два раза чаще голосовали за кандидата от Республиканской партии, если им говорили, что у него больше шансов победить. Если же ожидаемым победителем назывался демократ, то независимые республиканцы и слабые республиканцы голосовали за него.

## В микроэкономике
В микроэкономике эффект присоединения к большинству описывает взаимодействие спроса и предпочтения. Эффект присоединения возникает тогда, когда предпочтение товара повышается с увеличением числа покупающих его людей. Это взаимодействие потенциально нарушает нормальные результаты теории спроса и предложения, которая предполагает, что потребители принимают решение о покупке исключительно на основе цены и личного предпочтения. Экономист Гэри Беккер утверждал, что эффект присоединения может быть настолько сильным, что может устремить наклон кривой спроса вверх.